# Danh sách giải thưởng và đề cử của Ed Sheeran
Ed Sheeran là một ca sĩ, nhạc sĩ người Anh. Anh bắt đầu thu âm từ năm 2005 và chuyển tới Luân Đôn năm 2008 để theo đuổi nghiệp âm nhạc. Đầu năm 2011, anh phát hành EP No. 5 Collaborations Project và bắt đầu thu hút sự chú ý của báo giới. Ba tháng sau Sheeran ký hợp đồng với Asylum/Atlantic Records.
Sheeran có bước đột phá về doanh thu vào tháng 6 năm 2011 khi đĩa đơn đầu tay của anh "The A Team" ra mắt ở vị trí số 3 trên UK Singles Chart. Nhờ thành công của hai đĩa đơn, "The A Team" và "Lego House", album đầu tay của anh, + đã được chứng nhận bạch kim sáu lần tại Vương quốc Liên hiệp Anh. Vào năm 2012, anh giành hai Giải BRIT cho hạng mục nam nghệ sĩ Anh solo xuất sắc nhất và nghệ sĩ Anh đột phá của năm, trong khi "The A Team" giành giải Ivor Novello Award cho Lời và nhạc hay nhất.

## American Music Awards
| Năm  | Đề cử cho           | Giải thưởng                            | Kết quả   |
| ---- | ------------------- | -------------------------------------- | --------- |
| 2015 | Ed Sheeran          | Nghệ sĩ của năm                        | Đề cử     |
| 2015 | Ed Sheeran          | Nghệ sĩ Nam yêu thích – Pop/Rock       | Đoạt giải |
| 2015 | Ed Sheeran          | Nghệ sĩ yêu thích - Adult Contemporary | Đề cử     |
| 2015 | ×                   | Album Yêu thích – Pop/Rock             | Đề cử     |
| 2015 | "Thinking Out Loud" | Bài hát của năm                        | Đề cử     |

## ARIA Music Awards
| Năm  | Giải thưởng                   | Đề cử cho  | Kết quả |
| ---- | ----------------------------- | ---------- | ------- |
| 2012 | Nghệ sĩ quốc tế xuất sắc nhất | Ed Sheeran | Đề cử   |
| 2013 | Nghệ sĩ quốc tế xuất sắc nhất | Ed Sheeran | Đề cử   |
| 2014 | Nghệ sĩ quốc tế xuất sắc nhất | Ed Sheeran | Đề cử   |
| 2015 | Nghệ sĩ quốc tế xuất sắc nhất | ×          | Đề cử   |

## BBC Music Awards
| Năm  | Giải                     | Đề cử cho     | Kết quả   |
| ---- | ------------------------ | ------------- | --------- |
| 2014 | Nghệ sĩ Anh của năm      | Ed Sheeran    | Đoạt giải |
| 2014 | Bài hát của năm          | "Sing"        | Đề cử     |
| 2015 | Nghệ sĩ Anh Quốc của năm | Ed Sheeran    | Đề cử     |
| 2015 | Bài hát của năm          | "Bloodstream" | Đề cử     |

## Billboard Music Awards
| Năm  | Giải                                         | Đề cử cho    | Kết quả |
| ---- | -------------------------------------------- | ------------ | ------- |
| 2015 | Nghệ sĩ Nam hàng đầu                         | "Ed Sheeran" | Đề cử   |
| 2015 | Nghệ sĩ Billboard 200 hàng đầu               | "Ed Sheeran" | Đề cử   |
| 2015 | Nghệ sĩ hàng đầu của các bài hát kĩ thuật số | "Ed Sheeran" | Đề cử   |
| 2015 | Nghệ sĩ hàng đầu của các bài hát phát thanh  | "Ed Sheeran" | Đề cử   |
| 2015 | Album Billboard 200 hàng đầu                 | x            | Đề cử   |

## BMI Awards

### BMI London Awards
Broadcast Music, Incorporated (BMI) Awards là buổi lễ trao giải thường niên được tổ chức với mục đích tri ân những người sáng tác nhạc. Các nhạc sĩ được chọn ra mỗi năm từ danh sách của BMI, dựa trên số buổi trình diến trong một kì trao giải.
| Năm  | Giải            | Đề cử cho                                   | Kết quả   |
| ---- | --------------- | ------------------------------------------- | --------- |
| 2013 | Các bài hát Pop | "The A Team"                                | Đoạt giải |
| 2014 | Các bài hát Pop | "Everything Has Changed" (với Taylor Swift) | Đoạt giải |
| 2014 | Các bài hát Pop | "Lego House"                                | Đoạt giải |
| 2014 | Các bài hát Pop | "Little Things"                             | Đoạt giải |

## BRIT Awards
| Năm  | Giải                      | Đề cử cho                      | Kết quả   |
| ---- | ------------------------- | ------------------------------ | --------- |
| 2012 | Nghệ sĩ Anh đột phá       | Ed Sheeran                     | Đoạt giải |
| 2012 | Nam nghệ sĩ Anh           | Ed Sheeran                     | Đoạt giải |
| 2012 | Đĩa đơn Anh hay nhất      | "The A Team"                   | Đề cử     |
| 2012 | Album của năm             | +                              | Đề cử     |
| 2015 | Nghệ sĩ Nam xuất sắc nhất | Ed Sheeran                     | Đoạt giải |
| 2015 | Album của năm             | x                              | Đoạt giải |
| 2015 | Video Anh                 | "Thinking Out Loud"            | Đề cử     |
| 2015 | Đĩa đơn Anh Quốc của năm  | "Thinking Out Loud"            | Đề cử     |
| 2016 | Đĩa đơn Anh Quốc của năm  | "Bloodstream" (với Rudimental) | Đề cử     |
| 2016 | Video Anh Quốc            | "Photograph"                   | Đề cử     |

## BT Digital Music Awards
| Năm  | Giải thưởng             | Đề cử cho  | Kết quả   |
| ---- | ----------------------- | ---------- | --------- |
| 2011 | Nghệ sĩ đột phá của năm | Ed Sheeran | Đoạt giải |

## Capital Awards

### Capital Twitter Awards
| Năm  | Giải                                                   | Đề cử cho  | Kết quả   |
| ---- | ------------------------------------------------------ | ---------- | --------- |
| 2014 | Sử dụng động vật hay nhất                              | Ed Sheeran | Đề cử     |
| 2014 | Vua của Twitter                                        | Ed Sheeran | Đề cử     |
| 2014 | Anh em tuyệt vời nhất trên Twitter (với Scooter Braun) | Ed Sheeran | Đề cử     |
| 2014 | Cặp bạn thân nghệ sĩ Pop tuyệt nhất (với Taylor Swift) | Ed Sheeran | Đoạt giải |

### Capital Loves Awards
| Năm  | Giải                         | Đề cử                                                                 | Kết quả   |
| ---- | ---------------------------- | --------------------------------------------------------------------- | --------- |
| 2014 | Nghệ sĩ Nam xuất sắc nhất    | Ed Sheeran                                                            | Đoạt giải |
| 2014 | Album hay nhất               | x                                                                     | Đoạt giải |
| 2014 | Buổi diễn trực tiếp hay nhất | Ed Sheeran - "X Tour"                                                 | Đề cử     |
| 2014 | Đĩa đơn hay nhất             | "Thinking Out Loud"                                                   | Đề cử     |
| 2014 | Cover trực tiếp hay nhất     | Ed Sheeran - "She Looks So Perfect" (Hát lại của 5 Seconds of Summer) | Đề cử     |

## Digital Spy's Reader Awards
| Năm  | Giải                           | Đề cử cho           | Kết quả   |
| ---- | ------------------------------ | ------------------- | --------- |
| 2014 | Nghệ sĩ nam solo xuất sắc nhất | Ed Sheeran          | Đoạt giải |
| 2014 | Album hay nhất                 | x                   | Đoạt giải |
| 2014 | Bài hát hay nhất               | "Thinking Out Loud" | Đoạt giải |

## Echo
| Năm  | Giải                                       | Đề cử cho | Kết quả   |
| ---- | ------------------------------------------ | --------- | --------- |
| 2015 | Nghệ sĩ nam Pop/Rock quốc tế xuất sắc nhất | x         | Đoạt giải |

## Giải thưởng Video của 4music
| Năm  | Giải                          | Đề cử cho  | Kết quả |
| ---- | ----------------------------- | ---------- | ------- |
| 2011 | Nghệ sĩ đột phá xuất sắc nhất | Ed Sheeran | Đề cử   |
| 2014 | Chàng trai tuyệt nhất         | Ed Sheeran | Đề cử   |

## Grammy Awards
| Năm  | Giải thưởng                                 | Đề cử cho                                               | Kết quả   |
| ---- | ------------------------------------------- | ------------------------------------------------------- | --------- |
| 2013 | Bài hát của năm                             | "The A Team"                                            | Đề cử     |
| 2014 | Nghệ sĩ mới xuất sắc nhất                   | Ed Sheeran                                              | Đề cử     |
| 2014 | Album của năm                               | Red (với tư cách nghệ sĩ hợp tác)                       | Đề cử     |
| 2015 | Album giọng pop xuất sắc nhất               | x                                                       | Đề cử     |
| 2015 | Album của năm                               | x                                                       | Đề cử     |
| 2015 | Bài hát viết cho bài hát nhạc phim hay nhất | "I See Fire"                                            | Đề cử     |
| 2016 | Thu âm của năm                              | "Thinking Out Loud"                                     | Đề cử     |
| 2016 | Bài hát của năm                             | "Thinking Out Loud"                                     | Đoạt giải |
| 2016 | Trình diễn đơn ca pop xuất sắc nhất         | "Thinking Out Loud"                                     | Đoạt giải |
| 2016 | Album của năm                               | Beauty Behind the Madness (với tư cách nghệ sĩ hợp tác) | Đề cử     |

## Houston Film Critics Society Awards
| Năm  | Giải thưởng        | Đề cử cho    | Kết quả |
| ---- | ------------------ | ------------ | ------- |
| 2013 | Nhạc phim hay nhất | "I See Fire" | Đề cử   |

## iHeartRadio Music Awards
| Năm  | Giải                     | Đề cử                | Kết quả      |
| ---- | ------------------------ | -------------------- | ------------ |
| 2015 | Lời bài hát hay nhất     | "Thinking Out Loud"  | Đề cử        |
| 2015 | Lực lượng fan tuyệt nhất | Sheerios             | Đề cử        |
| 2016 | Nghệ sĩ nam của năm      | Ed Sheeran           | Chưa công bố |
| 2016 | "Photograph"             | Lời bài hát hay nhất | Chưa công bố |
| 2016 | Album của năm            | ×                    | Chưa công bố |
| 2016 | Bài hát cover hay nhất   | "Trap Queen" (cover) | Chưa công bố |

## Ivor Novello Awards
| Năm  | Giải thưởng                  | Đề cử cho    | Kết quả   |
| ---- | ---------------------------- | ------------ | --------- |
| 2012 | Ca khúc nhạc và lời hay nhất | "The A Team" | Đoạt giải |
| 2015 | Người sáng tác nhạc của năm  | Ed Sheeran   | Đoạt giải |

## JIM Awards
| Năm  | Giải thưởng                               | Đề cử      | Kết quả   |
| ---- | ----------------------------------------- | ---------- | --------- |
| 2013 | Nghệ sĩ nam xuất sắc nhất – Quốc tế       | Ed Sheeran | Đề cử     |
| 2014 | Nghệ sĩ nam xuất sắc nhất – Quốc tế       | Ed Sheeran | Đề cử     |
| 2015 | Nghệ sĩ nam xuất sắc nhất – Quốc tế       | Ed Sheeran | Đoạt giải |
| 2015 | Pop hay nhất                              | Ed Sheeran | Đoạt giải |
| 2015 | Album hay nhất                            | x          | Đoạt giải |
| 2015 | Nghệ sĩ biểu diến trực tiếp xuất sắc nhất | Ed Sheeran | Đề cử     |

## Los Premios Telehit
| Năm  | Giải                           | Đề cử cho | Kết quả   |
| ---- | ------------------------------ | --------- | --------- |
| 2014 | Đĩa nhạc pop nam xuất sắc nhất | x         | Đoạt giải |

## MOBO Awards
| Năm  | Giải thưởng               | Đề cử cho  | Kết quả |
| ---- | ------------------------- | ---------- | ------- |
| 2011 | Nghệ sĩ mới xuất sắc nhất | Ed Sheeran | Đề cử   |
| 2012 | Nghệ sĩ nam xuất sắc nhất | Ed Sheeran | Đề cử   |
| 2012 | Album hay nhất            | +          | Đề cử   |
| 2012 | Bài hát hay nhất          | Lego House | Đề cử   |
| 2014 | Bài hát                   | "Sing"     | Đề cử   |

## MTV Europe Music Awards
| Năm  | Giải                                      | Đề cử cho  | Kết quả   |
| ---- | ----------------------------------------- | ---------- | --------- |
| 2012 | Nghệ sĩ Anh và Ireland xuất sắc nhất      | Ed Sheeran | Đề cử     |
| 2014 | Nam nghệ sĩ xuất sắc nhất                 | Ed Sheeran | Đề cử     |
| 2014 | Nghệ sĩ Anh và Ireland xuất sắc nhất      | Ed Sheeran | Đề cử     |
| 2015 | Nam nghệ sĩ xuất sắc nhất                 | Ed Sheeran | Đề cử     |
| 2015 | Nghệ sĩ biểu diễn trực tiếp xuất sắc nhất | Ed Sheeran | Đoạt giải |
| 2015 | Trình diễn World Stage xuất sắc nhất      | Ed Sheeran | Đoạt giải |
| 2015 | Nghệ sĩ Anh và Ireland xuất sắc nhất      | Ed Sheeran | Đề cử     |

## MTV Italian Music Awards
| Năm  | Giải                   | Đề cử               | Kết quả |
| ---- | ---------------------- | ------------------- | ------- |
| 2015 | Artist Saga            | Ed Sheeran          | Đề cử   |
| 2015 | Siêu nhân              | Ed Sheeran          | Đề cử   |
| 2015 | Câu cửa miệng hay nhất | "Thinking Out Loud" | Đề cử   |

## MTV Video Music Awards
| Năm  | Giải thưởng                    | Đề cử cho                              | Kết quả      |
| ---- | ------------------------------ | -------------------------------------- | ------------ |
| 2013 | Video của nam nghệ sĩ hay nhất | "Lego House"                           | Đề cử        |
| 2014 | Video của nam nghệ sĩ hay nhất | "Sing" (hợp tác với Pharrell Williams) | Đoạt giải    |
| 2015 | Video của năm                  | "Thinking Out Loud"                    | Chưa công bố |
| 2015 | Video của nam nghệ sĩ hay nhất | "Thinking Out Loud"                    | Chưa công bố |
| 2015 | Video Pop hay nhất             | "Thinking Out Loud"                    | Chưa công bố |
| 2015 | Kỹ thuật quay xuất sắc nhất    | "Thinking Out Loud"                    | Chưa công bố |
| 2015 | Vũ đạo hay nhất                | "Don't"                                | Chưa công bố |
| 2015 | Xử lý Video hay nhất           | "Don't"                                | Chưa công bố |

## MuchMusic Video Awards
| Năm  | Giải                                                 | Đề cử cho                       | Kết quả   |
| ---- | ---------------------------------------------------- | ------------------------------- | --------- |
| 2013 | "Give Me Love"                                       | Video quốc tế của năm - Nghệ sĩ | Đề cử     |
| 2014 | "Everything Has Changed" (với Taylor Swift)          | Video quốc tế của năm - Nghệ sĩ | Đề cử     |
| 2015 | Nghệ sĩ hoặc nhóm quốc tế yêu thích của người hâm mộ | Ed Sheeran                      | Đề cử     |
| 2015 | Nghệ sĩ hoặc nhóm quốc tế xứng đáng bàn tán nhất     | "Thinking Out Loud"             | Đoạt giải |
| 2015 | Nghệ sĩ quốc tế xuất sắc nhất                        | "Thinking Out Loud"             | Đoạt giải |

## Nickelodeon Kids' Choice Awards
| Năm  | Giải thưởng               | Đề cử cho           | Kết quả      |
| ---- | ------------------------- | ------------------- | ------------ |
| 2016 | Ca sĩ nam yêu thích       | Ed Sheeran          | Chưa công bố |
| 2016 | Bài hát yêu thích của năm | "Thinking Out Loud" | Chưa công bố |

## Nickelodeon UK Kids' Choice Awards
| Năm  | Giải thưởng                        | Đề cử cho  | Kết quả   |
| ---- | ---------------------------------- | ---------- | --------- |
| 2012 | Nghệ sĩ nam của Anh được yêu thích | Ed Sheeran | Đề cử     |
| 2013 | Nghệ sĩ nam của Anh được yêu thích | Ed Sheeran | Đoạt giải |
| 2015 | Nghệ sĩ âm nhạc Anh                | Ed Sheeran | Đề cử     |

## NRJ Music Awards
| Năm  | Giải                        | Đề cử cho  | Kết quả   |
| ---- | --------------------------- | ---------- | --------- |
| 2014 | Nghệ sĩ Nam Quốc tế của Năm | Ed Sheeran | Đề cử     |
| 2015 | Nghệ sĩ Nam Quốc tế của Năm | Ed Sheeran | Đoạt giải |

## People's Choice Awards
| Năm  | Giải                  | Đề cử cho  | Kết quả   |
| ---- | --------------------- | ---------- | --------- |
| 2015 | Album yêu thích       | x          | Đoạt giải |
| 2015 | Nghệ sĩ nam yêu thích | Ed Sheeran | Đoạt giải |
| 2016 | Nghệ sĩ nam yêu thích | Ed Sheeran | Đoạt giải |
| 2016 | Nghệ sĩ pop yêu thích | Ed Sheeran | Đề cử     |

## Pollstar Awards
Pollstar Awards là lễ trao giải hàng năm do "Pollstar" tổ chức để vinh danh các nghệ sĩ và những người chuyên về tổ chức hòa nhạc và biểu diễn.
| Năm  | Giải thưởng                        | Đề cử cho  | Kết quả |
| ---- | ---------------------------------- | ---------- | ------- |
| 2012 | Nghệ sĩ lưu diễn mới xuất sắc nhất | Ed Sheeran | Đề cử   |

## PopCrush Music Awards
| Năm  | Giải thưởng                             | Đề cử cho                                   | Kết quả   |
| ---- | --------------------------------------- | ------------------------------------------- | --------- |
| 2012 | Nghệ sĩ mới xuất sắc nhất               | Ed Sheeran                                  | Đoạt giải |
| 2014 | Video của năm                           | "Everything Has Changed" (với Taylor Swift) | Đề cử     |
| 2015 | Nghệ sĩ của năm                         | Ed Sheeran                                  | Đề cử     |
| 2015 | Người biểu diễn trực tiếp xuất sắc nhất | Ed Sheeran                                  | Đề cử     |
| 2015 | Ngôi sao Twitter hay nhất               | Ed Sheeran                                  | Đề cử     |
| 2015 | Album của năm                           | x                                           | Đề cử     |
| 2015 | Bài hát của năm                         | "Thinking Out Loud"                         | Đề cử     |
| 2015 | Video của năm                           | "Thinking Out Loud"                         | Đề cử     |
| 2015 | Bìa tạp chí đẹp nhất                    | Ed Sheeran trên Billboard                   | Đề cử     |

## Premios 40 Principales
| Năm  | Giải thưởng                   | Đề cử cho           | Kết quả   |
| ---- | ----------------------------- | ------------------- | --------- |
| 2014 | Album Quốc tế Xuất sắc nhất   | x                   | Đoạt giải |
| 2015 | Nghệ sĩ Quốc tế Xuất sắc nhất | Ed Sheeran          | Đề cử     |
| 2015 | Bài hát Quốc tế Xuất sắc nhất | "Thinking Out Loud" | Đề cử     |

## Premios Juventud
| Năm  | Giải thưởng        | Đề cử cho           | Kết quả |
| ---- | ------------------ | ------------------- | ------- |
| 2015 | Hit được yêu thích | "Thinking Out Loud" | Đề cử   |

## Q Awards
| Năm  | Giải thưởng                | Đề cử cho                       | Kết quả   |
| ---- | -------------------------- | ------------------------------- | --------- |
| 2011 | Nghệ sĩ đột phá            | Ed Sheeran                      | Đoạt giải |
| 2011 | Đĩa đơn hay nhất           | "You Need Me, I Don't Need You" | Đoạt giải |
| 2014 | Nghệ sĩ solo xuất sắc nhất | Ed Sheeran                      | Đoạt giải |

## Radio Disney Music Awards
| Năm  | Giải                                   | Đề cử cho                                   | Kết quả   |
| ---- | -------------------------------------- | ------------------------------------------- | --------- |
| 2014 | Mashup nhạc – Hợp tác âm nhạc hay nhất | "Everything Has Changed" (với Taylor Swift) | Đoạt giải |
| 2015 | Chính là anh – Nghệ sĩ xuất sắc nhất   | Ed Sheeran                                  | Đoạt giải |

## Swiss Music Awards
| Năm  | Giải                          | Đề cử cho    | Kết quả   |
| ---- | ----------------------------- | ------------ | --------- |
| 2015 | Nghệ sĩ quốc tế xuất sắc nhất | Ed Sheeran   | Đoạt giải |
| 2015 | Bài hát Quốc tế hay nhất      | "I See Fire" | Đề cử     |

## Teen Choice Awards
| Năm  | Giải                      | Đề cử cho                      | Kết quả   |
| ---- | ------------------------- | ------------------------------ | --------- |
| 2013 | Nghệ sĩ đột phá           | Ed Sheeran                     | Đoạt giải |
| 2014 | Nghệ sĩ nam xuất sắc nhất | Ed Sheeran                     | Đoạt giải |
| 2014 | Bài hát: Nghệ sĩ nam      | "Sing" (với Pharrell Williams) | Đoạt giải |
| 2015 | Nghệ sĩ nam               | Ed Sheeran                     | Đoạt giải |
| 2015 | Nam ngôi sao mùa hè       | Ed Sheeran                     | Đoạt giải |
| 2015 | Bài hát: Nghệ sĩ nam      | "Thinking Out Loud"            | Đoạt giải |
| 2015 | Bản tình ca               | "Thinking Out Loud"            | Đề cử     |
| 2015 | Bài hát chia tay          | "Don't"                        | Đề cử     |
| 2015 | Chuyến lưu diễn mùa hè    | x Tour                         | Đề cử     |

## UK Music Video Awards
| Năm  | Giải thưởng           | Đề cử cho                       | Kết quả |
| ---- | --------------------- | ------------------------------- | ------- |
| 2011 | Video Urban-Anh       | "You Need Me, I Don't Need You" | Đề cử   |
| 2011 | Xử lý video hay nhất  | "You Need Me, I Don't Need You" | Đề cử   |
| 2014 | Vũ đạo video hay nhất | "Don't"                         | Đề cử   |

## Urban Music Awards
| Năm  | Giải                                  | Đề cử cho                      | Kết quả   |
| ---- | ------------------------------------- | ------------------------------ | --------- |
| 2011 | Nghệ sĩ Nam Xuất sắc nhất             | Ed Sheeran                     | Đoạt giải |
| 2011 | Nghệ sĩ của năm                       | Ed Sheeran                     | Đề cử     |
| 2012 | Hợp tác hay nhất                      | "Watchtower" (với Devlin)      | Đề cử     |
| 2014 | Nghệ sĩ Pop đa thể loại hay nhất 2014 | Ed Sheeran                     | Đề cử     |
| 2014 | Video âm nhạc hay nhất 2014           | "Sing" (với Pharrell Williams) | Đề cử     |
| 2014 | Album hay nhất 2014                   | x                              | Đề cử     |
| 2015 | Nghệ sĩ nam xuất sắc nhất             | Ed Sheeran                     | Đề cử     |
| 2015 | Album hay nhất 2015                   | ×                              | Đề cử     |

## We Love Pop Awards
| Năm  | Đề cử cho  | Giải thưởng            | Kết quả      |
| ---- | ---------- | ---------------------- | ------------ |
| 2014 | Ed Sheeran | Ngôi sao nam           | Chưa công bố |
| 2014 | Ed Sheeran | Ngôi sao Pop dễ thương | Chưa công bố |

## World Music Awards
| Năm  | Đề cử cho  | Giải thưởng                          | Kết quả   |
| ---- | ---------- | ------------------------------------ | --------- |
| 2014 | Ed Sheeran | Nghệ sĩ nam hay nhất                 | Đề cử     |
| 2014 | Ed Sheeran | Nghệ sĩ biểu diễn trực tiếp hay nhất | Đề cử     |
| 2014 | Ed Sheeran | Nghệ sĩ hay nhất                     | Đề cử     |
| 2014 | Ed Sheeran | Nghệ sĩ Anh solo xuất sắc nhất       | Đoạt giải |
| 2014 | Ed Sheeran | Nghệ sĩ Anh xuất sắc nhất            | Đoạt giải |

## Young Hollywood Awards
| Năm  | Đề cử cho  | Giải thưởng      | Kết quả   |
| ---- | ---------- | ---------------- | --------- |
| 2014 | Ed Sheeran | Nghệ sĩ Hot nhất | Đoạt giải |